# Magdalena Błaszczyk
Magdalena Błaszczyk – polska prawniczka, doktor habilitowany nauk prawnych, nauczyciel akademicki Uniwersytetu Warszawskiego, specjalistka w zakresie prawa karnego.

## Życiorys
W 1998 ukończyła studia prawnicze na Wydziale Prawa i Administracji Uniwersytetu Warszawskiego. Tamże w 2003 na podstawie napisanej pod kierunkiem Małgorzaty Król-Bogomilskiej rozprawy pt. Prawnokarne instrumenty ochrony konkurencji w polskim systemie prawa otrzymała stopień naukowy doktora nauk prawnych w zakresie prawa. W 2017 na podstawie dorobku naukowego oraz rozprawy pt. Przepadek w polskim prawie karnym skarbowym uzyskała stopień doktora habilitowanego nauk prawnych w zakresie prawa, specjalność: prawo karne skarbowe, prawo karne.
Podczas studiów na Wydziale Prawa i Administracji UW została tam asystentem-stażystą, a w 2003 adiunktem.